# Boris Bażanow
Boris Gieorgijewicz Bażanow, ros. Борис Георгиевич Бажанов (ur. w 1900 w Mohylowie Podolskim, zm. w 1982 w Paryżu) – radziecki działacz komunistyczny, później emigracyjny działacz antysowiecki, pisarz i publicysta, organizator Rosyjskiej Armii Ludowej podczas wojny zimowej w 1940 r.
Uczył się w gimnazjum w Mohylowie Podolskim. Po rewolucji październikowej 1917 r. przerwał naukę. Ukończył ją w 1918 r., w czasie kampanii niemieckiej na wschód. Następnie wyjechał do Kijowa, gdzie podjął studia na wydziale fizyczno-matematycznym miejscowego uniwersytetu. Został ranny podczas rozganiania demonstracji studenckiej. Po zamknięciu uniwersytetu w 1919 r., powrócił do rodzinnego miasta. Wstąpił do Rosyjskiej Partii Komunistycznej (bolszewików). Wybrano go sekretarzem powiatowej organizacji partyjnej. W 1920 r. stał na czele oddziału oświaty ludowej w Żmerynce, a potem w Winnicy. Pod koniec 1920 r. przybył do Moskwy, gdzie rozpoczął studia w Moskiewskiej Wyższej Szkole Technicznej. W 1921 r. został sekretarzem partyjnej jaczejki (komórki). W 1922 r., kontynuując naukę, objął funkcję sekretarza technicznego pododdziału oświaty w moskiewskiej organizacji partyjnej. Przygotowywał artykuły i wystąpienia dla Łazara M. Kaganowicza. Od sierpnia 1923 r. był sekretarzem technicznym Biura Sekretariatu Komitetu Centralnego RKP(b). Do jego zadań należało stenografowanie dokumentacji. W styczniu 1925 r. został zastępcą szefa Ludowego Komisariatu Finansów (Narkomfina). Od sierpnia 1926 r. pełnił funkcję konsultanta w Instytucie Badań Ekonomicznych. Jednocześnie został redaktorem pisma "Finansowaja gazieta". Był też członkiem Rady Najwyższej ds. Sportu. W 1927 r. mianowano go pracownikiem oddziału ogólnego zarządu administracyjno-organizacyjnego Narkomfina. Przeszedł kurs dla pracowników finansowych. Wkrótce na jego prośbę skierowano go do Azji Środkowej.
Na początku stycznia 1928 r. zbiegł do Persji. Stamtąd udał się do Indii, gdzie nawiązał kontakt z brytyjskim wywiadem. Następnie zamieszkał we Francji. W latach 1929–1930 opublikował w miejscowej prasie szereg artykułów dotyczących władz bolszewickich, a także napisał książkę pt. Wospominanija bywszego siekrietaria Stalina z charakterystyką przywódców Związku Sowieckiego. Wzywał państwa zachodniej Europy do zerwania kontaktów dyplomatycznych z ZSRR i rozpoczęcia walki politycznej, a nawet zbrojnej. Po ataku Armii Czerwonej na Finlandię jesienią 1939 r., zwrócił się do władz fińskich z pomysłem zorganizowania tzw. Rosyjskiej Armii Ludowej spośród jeńców wojennych. W styczniu 1940 r. przybył do Finlandii, gdzie spotkał się z feldmarszałkiem Carlem Gustafem Mannerheimem. Otrzymał od niego zgodę na sformowanie takich oddziałów. Przed zakończeniem wojny zimowej w poł. marca 1940 r. zdołano utworzyć 500-osobowy oddział wojskowy, którego kadrę oficerską utworzyli Biali Rosjanie skierowani z miejscowego oddziału Rosyjskiego Związku Ogólnowojskowego (ROWS). Boris G. Bażanow powrócił do Francji, gdzie przedstawił przedstawicielom białoemigracyjnych organizacji rosyjskich swoją koncepcję otwartej walki zbrojnej z Sowietami. W 1941 r. przybył do Berlina, gdzie odbył spotkanie z Alfredem Rosenbergiem. Zaproponował sformowanie "antybolszewickiej armii rosyjskiej" w celu użycia jej po ataku Niemiec na ZSRR, ale idea ta została odrzucona. W tej sytuacji porzucił działalność polityczną, skupiając się jedynie na nauce i technice.
W 1980 r. w Paryżu opublikowano pełne wydanie jego wspomnień.